# ویلبر ۱۵۱۰۹
سیارک ۱۵۱۰۹ (به انگلیسی: 15109 Wilber، نامگذاری:2000CW61) پانزده هزار و صد و نهمین سیارک کشف شده‌است که در ۲ فوریه ۲۰۰۰ کشف شد.
قدر مطلق سیارک برابر ۱۷.۰ است.